# Ainola

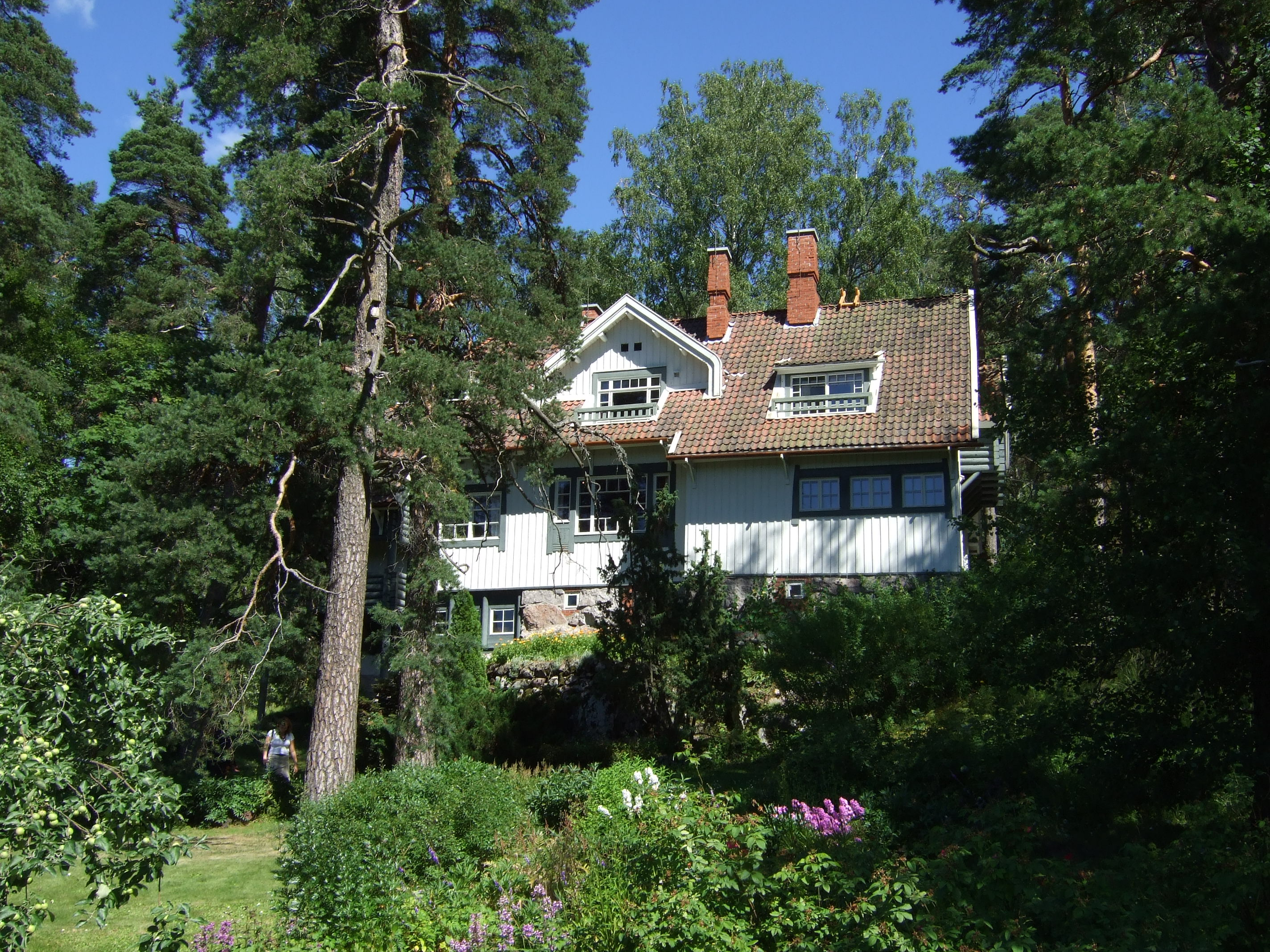
Ainola.

Ainola ('la casa de Aino') fue la casa del compositor Jean Sibelius, su esposa Aino y su familia desde el otoño de 1904 hasta 1972. Diseñada por el famoso arquitecto Lars Sonck, se encuentra a orillas del lago Tuusulanjärvi, en Järvenpää, a treinta y ocho kilómetros al norte de Helsinki, capital de Finlandia. El único requisito que Sibelius pidió a Sonck fue que contara con vistas al lago y una chimenea de color verde en el comedor. Las conducciones del agua fueron instaladas al morir Sibelius porque no quería distracciones mientras estaba componiendo. 
Su distancia del ajetreo y el bullicio de la capital de la nación proporcionó al compositor la paz que necesitaba para sus esfuerzos creativos. Erik W. Tawaststjerna escribe que «cuando Sibelius salió de Helsinki por primera vez, Järvenpää era en gran medida paisaje virgen. Los potros y las ovejas asomaban su nariz dentro de la casa, y de vez en cuando un alce pacía majestuosamente en los terrenos». En el barrio también vivían otras familias de artistas lo que proporcionó un animado círculo social para la familia Sibelius.

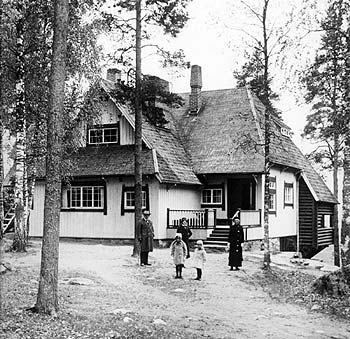
Ainola, fotografía de 1915.

La vida cotidiana en Ainola fue documentada por el secretario personal de Sibelius, Santeri Levas, en el libro de fotografías de 1945 titulado Jean Sibelius y su casa.

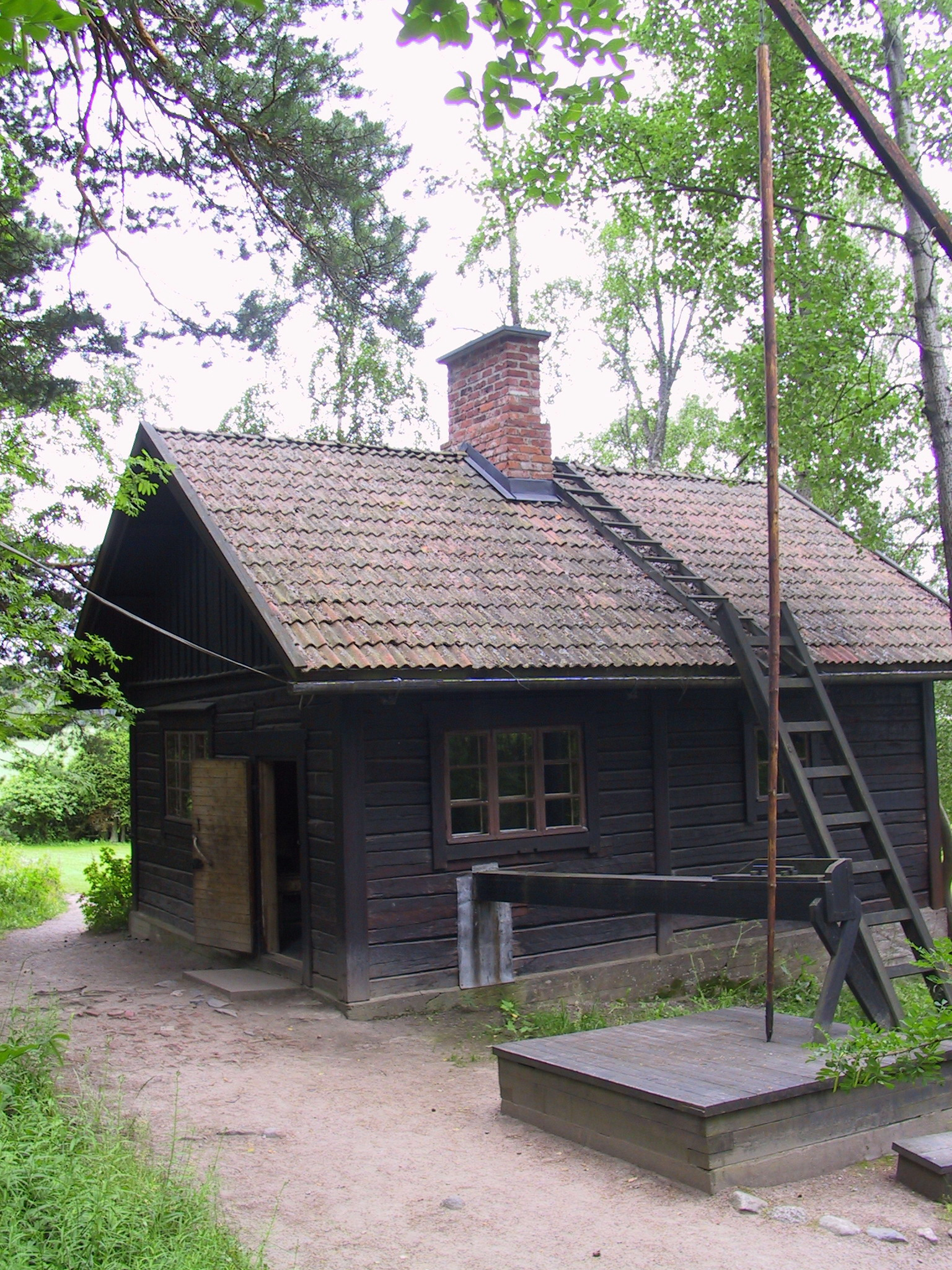
La sauna de Ainola fue diseñada por Aino Sibelius.

Alrededor de Ainola hay otros edificios: una sauna y un taller. Sibelius murió en Ainola el 20 de septiembre de 1957; y está enterrado en su jardín. Su esposa Aino vivió en Ainola doce años más hasta que murió el 8 de junio de 1969. Está enterrada allí con su marido.
En 1972 sus hijas, Eva, Ruth, Katarina, Margareta, y Heidi, decidieron vender Ainola al Estado de Finlandia. El Ministerio de Educación y la Sociedad Sibelius de Finlandia lo abrieron al público como museo en 1974. Actualmente abre de mayo a septiembre. Entre los efectos personales restantes hay un piano de cola, que fue un regalo a Sibelius en su quincuagésimo cumpleaños, y pinturas realizadas por el hermano de Aino, Eero Järnefelt.